# Sovranità alimentare

Una mappa che illustra i paesi con membri dell'organizzazione del movimento contadino internazionale, Via Campesina. Le nazioni coinvolte sono elencate nell'elenco dei membri organizzativi di Via Campesina a partire dai suoi incontri di luglio 2017.

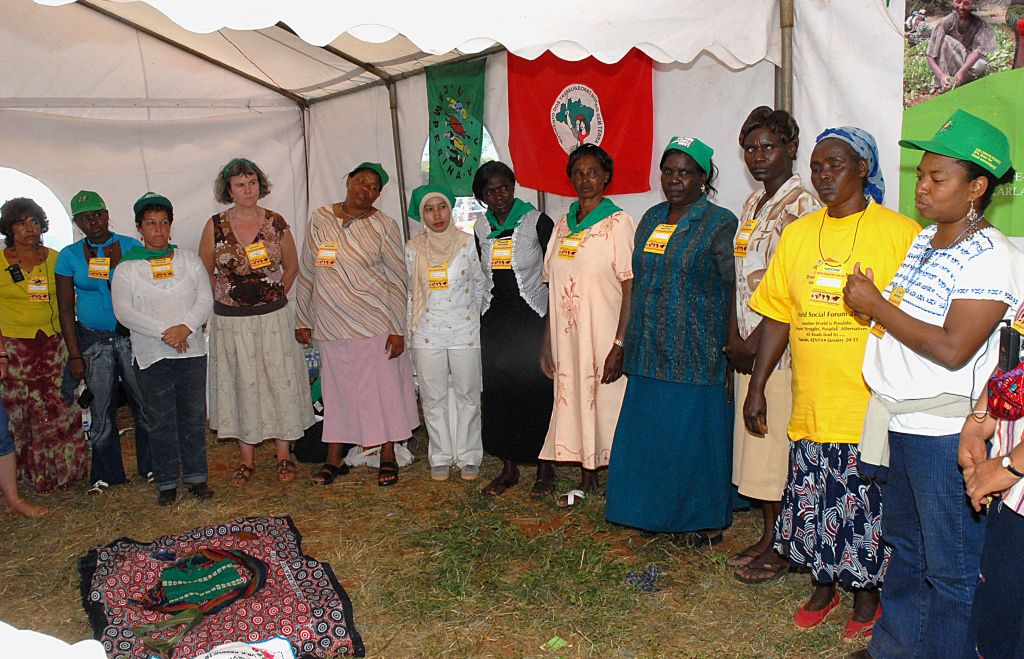
Nairobi (Kenya) - Donne di Via Campesina, organizzazione internazionale di cui fa parte il Movimento dei lavoratori rurali senza terra (MST), durante un workshop al 7° World Social Forum.

La sovranità alimentare  è un indirizzo politico-economico volto ad affermare il diritto dei popoli a definire le proprie politiche e strategie sostenibili di produzione, distribuzione e consumo di cibo, basandole sulla piccola e media produzione. Secondo i sostenitori della sovranità alimentare, le nazioni devono poter definire una propria politica agricola e alimentare in base alle proprie necessità, rapportandosi alle organizzazioni degli agricoltori e dei consumatori.
Questo indirizzo politico-economico riguarda, in particolare, le popolazioni indigene colpite da problemi di produzione e distribuzione del cibo, a causa dei cambiamenti climatici e dei percorsi alimentari perturbati che influiscono sulla loro capacità di accesso alle fonti alimentari tradizionali e contribuiscono all'aumento delle malattie. Queste esigenze sono state affrontate negli ultimi anni da diverse organizzazioni internazionali, tra cui l'ONU, con vari Paesi che hanno adottato politiche di sovranità alimentare.

## Definizione
La locuzione fu coniata nel 1996 dai membri di Via Campesina, un'organizzazione internazionale di agricoltori, e successivamente adottata da diverse organizzazioni internazionali, tra cui la Banca mondiale e le Nazioni Unite. Nel 2007, la Dichiarazione di Nyéléni ne ha fornito una definizione che è stata adottata da ottanta Paesi; nel 2011 è stata ulteriormente perfezionata dagli Stati europei. A partire dal 2020, almeno sette Paesi hanno integrato la sovranità alimentare nelle loro costituzioni e legislazioni.
La definizione non va confusa con concetti di autarchia.

## Storia
Il concetto di sovranità alimentare è stato lanciato per la prima volta dal movimento internazionale Via Campesina, durante la sua Conferenza internazionale svoltasi a Tlaxcala, in Messico, nell'aprile del 1996. Esso nasce come proposta in contrapposizione al modello neo-liberale del processo di globalizzazione delle imprese, fornendo una chiave per la comprensione della governance internazionale sull'alimentazione e l'agricoltura. In particolare, la sovranità alimentare è stata proposta in risposta al termine "sicurezza alimentare" utilizzato dalle ONG e dai governi sui temi di alimentazione e agricoltura.
Contrapponendosi al programma sul commercio dell'alimentazione e dell'agricoltura promosso dall'Organizzazione mondiale del commercio (OMC), la sovranità alimentare prevede un legame essenziale tra alimentazione, agricoltura, ecosistemi e culture, valorizzando la diversità e il lavoro legato alla produzione alimentare nel mondo.
In linea con i principi dell'organizzazione Slow Food, la storia della sovranità alimentare come movimento è relativamente giovane. Tuttavia, il movimento sta guadagnando terreno poiché sempre più paesi compiono passi significativi verso l'implementazione di sistemi alimentari in grado di affrontare le disuguaglianze.

### Riunioni globali
Al primo Forum per la sovranità alimentare del 2007 a Sélingué, Mali, 500 delegati provenienti da più di 80 paesi hanno adottato la "Dichiarazione di Nyéléni", che recita in parte:
La sovranità alimentare è il diritto dei popoli a un cibo sano e culturalmente appropriato, prodotto con metodi ecologicamente corretti e sostenibili, e il loro diritto a definire i propri sistemi alimentari e agricoli. Mette coloro che producono, distribuiscono e consumano cibo al centro dei sistemi e delle politiche alimentari piuttosto che le richieste dei mercati e delle aziende. Difende gli interessi e l'inclusione della prossima generazione. Offre una strategia per resistere e smantellare l'attuale regime commerciale e alimentare aziendale e dà indicazioni per i sistemi alimentari, agricoli, pastorali e della pesca determinati dai produttori locali. La sovranità alimentare dà priorità alle economie e ai mercati locali e nazionali e potenzia l'agricoltura guidata dai contadini e dalle famiglie, la pesca artigianale, il pascolo guidato dai pastori e la produzione, distribuzione e consumo di cibo basati sulla sostenibilità ambientale, sociale ed economica.
Nell'aprile 2008 l'International Assessment of Agricultural Science and Technology for Development (IAASTD), un panel intergovernativo con il patrocinio delle Nazioni Unite e della Banca Mondiale, ha adottato la seguente definizione: "La sovranità alimentare è definita come il diritto dei popoli e degli Stati sovrani a determinare democraticamente le proprie politiche agricole e alimentari."

### Entrare a far parte della politica del governo
Le questioni relative alla produzione, distribuzione e accesso al cibo raramente sono apolitiche o prive di critiche. Ad esempio, l'adozione della Rivoluzione Verde nei paesi di tutto il mondo ha aumentato la produzione alimentare mondiale ma non ha "risolto" il problema della fame nel mondo. I sostenitori della sovranità alimentare sostengono che ciò è dovuto al fatto che il movimento non ha affrontato questioni come l'accesso alla terra o la distribuzione del potere economico. Altri sostengono che la sovranità alimentare si basi su presupposti di base errati sul ruolo dell'agricoltura di sussistenza nella politica del governo. Gli aspetti agrari della sovranità alimentare pongono il movimento in conflitto con le tendenze della globalizzazione, dell'industrializzazione e dell'urbanizzazione.
Nel settembre 2008, l'Ecuador è diventato il primo paese a sancire la sovranità alimentare nella sua Costituzione. Alla fine del 2008, è stata elaborata una legge per ampliare la disposizione costituzionale vietando gli organismi geneticamente modificati, proteggendo molte aree del paese dall'estrazione di risorse non rinnovabili e scoraggiando le monocolture. La legge così redatta proteggerà anche la biodiversità come proprietà intellettuale collettiva e riconoscerà i Diritti della Natura.
Da allora Venezuela, Mali, Bolivia, Nepal e Senegal e, più recentemente, l'Egitto (Costituzione del 2014) hanno integrato la sovranità alimentare nelle proprie costituzioni o leggi nazionali.

### Sovranità alimentare in Europa
Nel 2011 più di 400 persone provenienti da 34 paesi europei si sono incontrate dal 16 al 21 agosto a Krems, in Austria, per dare forma allo sviluppo di un movimento europeo per la sovranità alimentare.
Questi rappresentanti miravano a sviluppare le fondamenta del Forum per la Sovranità Alimentare del 2007. Gli obiettivi erano rafforzare il coinvolgimento locale, costruire un obiettivo comune e comprensione, creare un'agenda comune per l'azione, celebrare la lotta per la sovranità alimentare in Europa e ispirare e motivare persone e organizzazioni a lavorare insieme.
Il forum del 2011, organizzato sui principi della partecipazione e del processo decisionale consensuale, ha sottolineato l'inclusione delle popolazioni emarginate nella discussione.
Il forum ha consentito agli agricoltori e agli attivisti di progetti in tutta Europa di condividere competenze, coordinare azioni e discutere prospettive. Il forum è culminato nella dichiarazione Nyéléni Europe.
Dal 2011 sono continuati gli incontri e le azioni a livello europeo, inclusa la Good Food March, in cui cittadini, giovani e agricoltori si sono riuniti per chiedere una politica agricola più equa in Europa, affrontando le preoccupazioni climatiche e la riforma democratica della Politica Agricola Comune europea.
L'ultimo forum di Nyéléni Europa si è tenuto nel 2016 a Cluj-Napoca, in Romania. Uno degli obiettivi principali era quello di consolidare i movimenti per la sovranità alimentare nell'Europa orientale e in Asia centrale, rafforzando la capacità dei contadini dei paesi di queste regioni a sostenersi a vicenda.

## Sovranità alimentare indigena

### Problemi globali

#### Clima
Il cambiamento climatico sta avendo effetti anche sulla sicurezza alimentare delle comunità indigene, inclusi gli abitanti delle isole del Pacifico e quelli nel Circolo Polare Artico, a causa delle erosioni e dell’innalzamento del livello del mare.

#### Cucina
Gli attivisti sostengono che la sovranità alimentare degli indigeni sia appropriata anche come cucina per la ristorazione tradizionale perché i cibi indigeni vengono strutturati in modo da essere culturalmente autentici, desiderati da coloro che si trovano al di fuori di queste comunità.
Gli ingredienti considerati alimenti principali culturali, che sono più difficili da trovare per queste comunità, vengono dislocati a causa della elevata domanda all’esterno delle popolazioni indigene.

### Sovranità alimentare nativa negli Stati Uniti
I nativi americani hanno subìto un impatto diretto nei confronti della loro abilità di acquisizione e preparazione del loro cibo e la distruzione delle diete tradizionali ha causato problemi di salute, tra cui diabete e problemi cardiovascolari.
Gli attivisti per la sovranità alimentare indigena negli Stati Uniti sostengono che il dislocamento sistematico delle comunità indigene abbia portato a una insicurezza alimentare di massa. I gruppi di attivisti promuovono la rivitalizzazione delle pratiche di sviluppo delle economie alimentari locali, il diritto al cibo e la sovranità delle semenze.
La sovranità alimentare delle popolazioni indigene e la loro sicurezza alimentare sono strettamente correlate alla loro collocazione geografica. Le abitudini alimentari tradizionali indigene negli Stati Uniti sono legate alla madrepatria delle popolazioni native americane, in particolare per quelle popolazioni con forti tradizioni di sussistenza. Per esempio, nella tribù dei Muckleshoot viene insegnato che “le terre che forniscono il cibo e le medicine di cui abbiamo bisogno sono una parte di chi siamo”.
Si dice che la distruzione delle abitudini alimentari sia legata alla distruzione della connessione tra le terre tradizionali native e le loro persone, un cambiamento che Rachel V. Vernon descrive essere legato al “razzismo, colonialismo e alla perdita di autonomia e potere”.
La ricollocazione lontana dalle terre ancestrali ha ulteriormente limitato le usanze tradizionali e molti indigeni negli Stati uniti ora vivono in situazioni di "Food Deserts", ovvero zone geografiche a basso reddito in cui scarseggiano negozi di alimentari tradizionali e diventa impossibile per la popolazione procurarsi cibo sano. A causa dell’accesso inadeguato al cibo, le persone indigene soffrono in modo sproporzionato l’insicurezza alimentare rispetto al resto della popolazione degli Stati Uniti. Nelle riserve, il cibo industriale altamente processato ad alto contenuto di grassi e zuccheri ha contribuito ad aumentare i problemi di salute nelle popolazioni native e ha portato le popolazioni indigene negli Stati Uniti ad avere il tasso più alto di diabete e malattie cardiache.
Oltretutto, la maggior parte delle persone native, vivendo fuori dalle riserve, si trova ancora più lontana dai cibi tradizionali. Poiché le nazioni native americane sono sovrane negli Stati Uniti, ricevono poco aiuto nel riabilitare le usanze alimentari tradizionali. Secondo il Congresso Nazionale dei Nativi Americani, la sovranità tribale assicura che qualsiasi decisione sulle tribù riguardo alle loro proprietà e ai loro cittadini viene presa con partecipazione e consenso. Il governo federale degli Stati Uniti riconosce le tribù dei nativi americani come governi separati, contrari a “gruppi di interesse speciale, individui o altri tipi di entità non governative".

### Attivismo
Oggigiorno, i Nativi Americani combattono per la sovranità alimentare come mezzo per rispondere ai problemi di salute, attraverso il ritorno ai cibi tradizionali per la guarigione. Tornare all’alimentazione tradizionale è impegnativo se si considera la lunga storia di delocalizzazione e di genocidio culturale. Gli attivisti per la sovranità alimentare indigena negli Stati Uniti sostengono che le comunità indigene siano state sistematicamente strappate dalle loro usanze alimentari tradizionali, tanto da portare a un sentimento di insicurezza alimentare di massa.
Si sostiene che il metodo più efficace per raggiungere una sicurezza alimentare per i gruppi indigeni sia aumentare il loro controllo sulla produzione del cibo. Alcuni attivisti sostengono anche che la sovranità alimentare possa essere considerata come mezzo per guarire dai traumi storici e mezzo per decolonizzare le comunità. Negli Stati Uniti l’Indigenous Food Systems Network e la Native American Food Sovereignty Alliance si adoperano per l’educazione e la definizione di politiche relative alla sicurezza alimentare e agricola. Un altro gruppo che si concentra sulla richiesta di sovranità alimentare ed energetica e il White Earth Anishinaabeg del Minnesota, che si concentra su una varietà di alimenti, piantandoli e raccogliendoli usando metodi tradizionali, come forma di decolonizzazione. Tali gruppi si incontrano per stabilire politiche per la sovranità alimentare e sviluppare le locali economie alimentari in occasione di summit come il Diné Bich’iiya’ Summit a Tsaile, in Arizona, che si occupa dei cibi tradizionali dei Navajo.
Gli attivisti della sovranità alimentare indigena difendono la causa per la sovranità delle colture e, più in generale, la causa per i diritti dei coltivatori. Salvare le colture è importante per le comunità indigene negli Stati Uniti perché fornisce loro una fonte di cibo stabile e ha un’importanza culturale.
Inoltre, i sostenitori della sovranità delle colture spesso ritengono che salvare le colture sia un importante meccanismo per creare sistemi agricoli in grado di adattarsi al cambiamento climatico.

## Sovranità delle colture
La sovranità delle colture può essere definita come il diritto "di coltivare e scambiare diverse semenze in modalità open source.". È strettamente connesso alla sovranità alimentare, poiché gli attivisti per la sovranità delle colture sostengono che la pratica del seed-saving  è in parte un mezzo per aumentare la sicurezza alimentare. Questi attivisti sostengono che il risparmio delle semenze consente un sistema alimentare chiuso che può aiutare le comunità a ottenere l'indipendenza dalle principali aziende agricole. La sovranità delle colture è distinta dalla sovranità alimentare nella sua enfasi specifica sul risparmio dei semi, piuttosto che sui sistemi alimentari nella loro interezza. Gli attivisti per la sovranità delle colture spesso discutono per il risparmio dei semi sulla base di questioni ambientali, non solo di giustizia alimentare. Sostengono che il risparmio delle semenze ricopre un ruolo importante nel ripristinare la biodiversità nell'agricoltura e nella produzione di varietà vegetali più resistenti al mutamento delle condizioni climatiche alla luce del cambiamento climatico.

## Sovranità alimentare contro sicurezza alimentare
La sovranità alimentare è nata in risposta alla disillusione degli attivisti per la sicurezza alimentare, il discorso globale dominante sull'approvvigionamento e la politica alimentare. Quest'ultimo enfatizza l'accesso a un'alimentazione adeguata per tutti, che può essere fornita dal cibo del proprio paese o dalle importazioni globali. In nome dell'efficienza e di una maggiore produttività, è quindi servito a promuovere quello che è stato definito il "regime alimentare aziendale": un'agricoltura aziendale industrializzata e su larga scala basata sulla produzione specializzata, la concentrazione della terra e la liberalizzazione degli scambi. I critici del movimento per la sicurezza alimentare affermano che la sua disattenzione per l'economia politica del regime alimentare aziendale lo rende cieco agli effetti negativi di quel regime, in particolare la diffusa espropriazione dei piccoli produttori e il degrado ambientale globale.
Scrivendo in Food First's Backgrounder, autunno 2003, Peter Rosset sostiene che "la sovranità alimentare va oltre il concetto di sicurezza alimentare... [sicurezza alimentare] significa che... [tutti] devono avere la certezza di avere abbastanza da mangiare ogni giorno[ ,] ... ma non dice nulla sulla provenienza di quel cibo o sul modo in cui viene prodotto." La sovranità alimentare include il sostegno ai piccoli proprietari terrieri e alle aziende agricole di proprietà collettiva, alla pesca, ecc., piuttosto che industrializzare questi settori in un'economia globale minimamente regolamentata. In un'altra pubblicazione, Food First descrive la "sovranità alimentare" come "una piattaforma per la rivitalizzazione rurale a livello globale basata su un'equa distribuzione dei terreni agricoli e dell'acqua, il controllo degli agricoltori sulle colture e le fattorie produttive su piccola scala che forniscono ai consumatori cibo sano e coltivato localmente."
La sovranità alimentare è stata anche paragonata alla giustizia alimentare, che si concentra maggiormente sulle disuguaglianze razziali e di classe e sulla loro relazione con il cibo, mentre la sovranità alimentare si riferisce più all'azione sui sistemi di produzione alimentare.

### Critiche alla rivoluzione verde
La rivoluzione verde, che si riferisce agli sviluppi nella selezione delle piante tra gli anni '60 e '80 che hanno migliorato i raccolti delle principali colture di cereali, è ritenuta da alcuni sostenitori della sicurezza alimentare come una storia di successo nell'aumento dei raccolti e nella lotta alla fame nel mondo. La politica si è concentrata principalmente sulla ricerca, sviluppo e trasferimento di tecnologia agricola, come semi ibridi e fertilizzanti, attraverso massicci investimenti pubblici e privati che hanno trasformato l'agricoltura in un certo numero di paesi, a cominciare dal Messico e dall'India. Tuttavia, molti nel movimento per la sovranità alimentare sono critici nei confronti della Rivoluzione Verde e accusano coloro che la sostengono di seguire oltre misura un programma tecnocratico della cultura occidentale che non è in contatto con le esigenze della maggioranza dei piccoli produttori e contadini.
Sebbene la rivoluzione verde possa aver prodotto più cibo, la fame nel mondo continua perché non ha affrontato i problemi di accesso. I sostenitori della sovranità alimentare sostengono che la Rivoluzione Verde non è riuscita ad alterare la distribuzione altamente concentrata del potere economico, in particolare l'accesso alla terra e il potere d'acquisto. I critici sostengono anche che l'aumento dell'uso di erbicidi da parte della Rivoluzione Verde ha causato una diffusa distruzione ambientale e una riduzione della biodiversità in molte aree.

## Prospettive accademiche

### Teoria del regime alimentare
È nella sua qualità di movimento sociale che gli analisti del regime alimentare sono interessati alla sovranità alimentare. Per merito delle loro influenze marxiste, i teorici del regime alimentare sono interessati a come i momenti di crisi all'interno di un particolare regime alimentare siano espressivi della tensione dialettica che anima il movimento tra tali configurazioni (ovvero nei periodi di transizione). Secondo il principale teorico Philip McMichael, i regimi alimentari sono sempre caratterizzati da forze contraddittorie. Il consolidamento di un regime non risolve, ma perlopiù contiene e limita, o adatta strategicamente, queste tensioni.
Secondo McMichael, un’"agricoltura mondiale" nell'ambito dell'Accordo sull'agricoltura dell'Organizzazione mondiale del Commercio ("food from nowhere") rappresenta un polo della "contraddizione centrale" dell'attuale regime. Egli è interessato al potenziale del movimento per la sovranità alimentare nell’aumentare la tensione tra questo e il suo polo opposto, il localismo basato sull'agroecologia ("food from somewhere") sostenuto da vari movimenti di base per il cibo. Offrendo conclusioni leggermente diverse, la recente opera di Harriet Friedmann suggerisce che il “food from somewhere" è già stato cooptato in un emergente regime "aziendale-ambientale" (cf. Campbell 2009).

### Critiche

#### Presunte assunzioni di base errate
Alcuni studiosi sostengono che il movimento per la sovranità alimentare segua presupposti di base errati, sostenendo che l'agricoltura su piccola scala non è necessariamente uno stile di vita liberamente scelto e che gli agricoltori nei Paesi meno sviluppati e altamente sviluppati non devono affrontare le stesse problematiche. Questi critici affermano che il movimento per la sovranità alimentare potrebbe avere ragione sugli errori dell'ideologia economica neoliberista, ma che omette il fatto che molte carestie si siano effettivamente verificate sotto regimi socialisti e comunisti che perseguivano l'obiettivo dell'autosufficienza alimentare (cf. Aerni 2011).

#### Modello politico-giurisdizionale
C'è mancanza di consenso all'interno del movimento per la sovranità alimentare riguardo alla comunità politica o giurisdizionale a cui sono diretti i suoi appelli alla democratizzazione e alla rinnovata "cittadinanza agraria". Nelle dichiarazioni pubbliche, il movimento per la sovranità alimentare sollecita una forte azione sia da parte dei governi nazionali che delle comunità locali, in linea con il movimento per i diritti indigeni, Community-Based Natural Resource Management (CBNRM). Altrove ha anche fatto appello alla società civile globale affinché agisca da controllo contro gli abusi da parte degli organi di governo nazionali e sovranazionali. Coloro che hanno una visione radicalmente critica della sovranità statale sosterrebbero la possibilità che la sovranità nazionale possa essere conciliata con quella delle comunità locali (si veda anche il dibattito sul multiculturalismo e l'autonomia indigena in Messico).

#### La crisi degli agricoltori?
Nella sua forte riaffermazione delle identità rurali e contadine, il movimento per la sovranità alimentare è stato letto come una sfida alle narrazioni moderniste di inesorabile urbanizzazione, industrializzazione dell'agricoltura e "de-contadinamento". Tuttavia, come parte dei dibattiti in corso sulla rilevanza contemporanea del ruralismo nel marxismo classico, Henry Bernstein è critico nei confronti di queste conclusioni. Afferma che tali analisi tendono a presentare la popolazione agraria come una categoria sociale unificata, singolare e storico-globale, non tenendo conto di:
- la vasta differenziazione sociale interna di una popolazione (Nord/Sud, posizioni di genere e di classe);
- le tendenze conservatrici e cultural-survivaliste di un movimento che è emerso come parte di una reazione alle percepite forze omogeneizzanti della globalizzazione (Boyer mette in discussione il fatto che la sovranità alimentare sia una narrativa contro o anti-sviluppo) Berstein sostiene che questi resoconti non può sfuggire a un certo populismo agrario (o agrarianesimo). Per una risposta a Bernstein, si veda McMichael (2009).